# Opensourcelettertype
Een opensourcelettertype is een lettertype dat gelicenseerd is onder een opensourcelicentie, zoals de GPL of de OFL.

## Lijst
- Accanthis-Std[1]
- Aurelis-Std[2]
- Avocado[3]
- Baskervald-Std[4]
- Berenis-Pro[5]
- Bitstream Vera[6]
- DejaVu
- Droid
- Electrum-Exp[7]
- Gentium
- Gillius[8]
- GNU FreeFont[9]
- GNU Unifont[10]
- Ikarius[11]
- Irianis-Std[12]
- Junicode[13]
- Liberation[14]
- Libris-Std[15]
- Linux Libertine
- Linux Biolinum
- M+[16]
- Mekanus-Std[17]
- NeoGothis-Std[18]
- Oldania-Std[19]
- Open Sans
- Noto
- PT Sans / PT Serif
- Romande-Std[20]
- Tribun-Std[21]
- Ubuntu
- Ubuntu-Title
- Universalis-Std[22]
- Ghostscript URW++:[23]
  - Century Schoolbook L
  - Dingbats
  - Nimbus Mono L
  - Nimbus Roman No9 L
  - Nimbus Sans L
  - Standard Symbols L
  - URW Bookman L
  - URW Chancery L
  - URW Gothic L
  - URW Palladio L